# Toldo

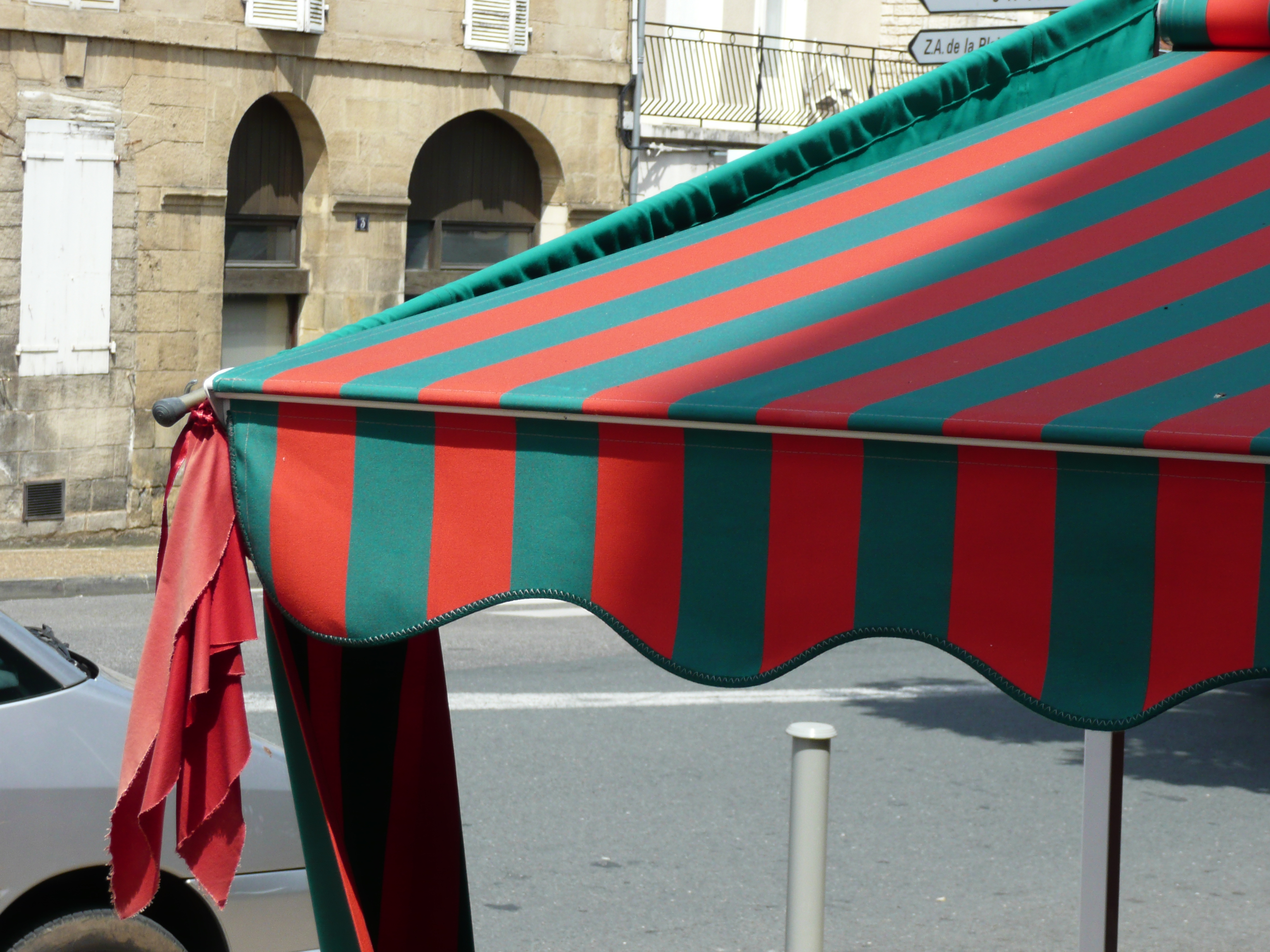
Toldo.

Se llama toldo, cubierta de lona , o también media agua en el español filipino, a una superficie en forma de membrana elaborada de lona o tela fuerte que se pone para hacer sombra, proteger de la intemperie, cerrar un espacio, proteger las cosas de la lluvia etc. Hoy en día los toldos han dejado de ser un ele,mento que se utilizaba exclusivamente para protegerse del sol y la lluvia, para convertirse en un elemento de decoración, complemento o resaltando la imagen de la vivienda o sector en donde se coloca.
Respecto a los medios de transporte, en un barco se llama tolda. También se usan cubiertas de lona en muchos carros, llamados carros de vela o tartanas, para impedir que la lluvia, sol o la intemperie puedan perjudicar el que llevan (o los pasajeros en el caso de una tartana).

## Historia
El toldo se crea por la necesidad del ser humano de protegerse del sol en lugares donde por sus medios naturales no era posible resguardarse a la sombra. Fue en la época de los romanos donde con más fuerza aparece la arquitectura textil relacionada con la protección solar. El Coliseo es un anfiteatro construido en el siglo I d. C. en la ciudad de Roma y sobre el graderío del mismo se extendía un tipo de toldo plegable llamado velario (en latín y término también utilizado en español, velarium).

## Náutica
En náutica, se llama toldo a los de lona, de loneta o de brin que para resguardar del sol. Se ponen en la toldilla, alcázar y combés y en las embarcaciones menores, como botes, lanchas, falúas, etc. Los toldos se extienden horizontalmente, como a tres varas de altura sobre la cubierta en las embarcaciones mayores y a poco más de una vara de alto sobre la regala de las embarcaciones pequeñas.

### Tipos
- Toldo del castillo: el de forma casi triangular que resguarda la cubierta desde el palo trinquete hasta fuera de las guías del bauprés.
- Toldo del combés: el que cosido con culebras al anterior y al siguiente se larga entre el palo trinquete y el mayor.
- Toldo del alcázar: el que se extiende entre el palo mayor y el mesana.
- Toldo de popa: el que cosido con una culebra al anterior cubre la toldilla si la hay y de todas maneras la parte de cubierta comprendida entre el palo de popa y el coronamiento.
- Toldo de invierno o de agua: el de lona gruesa, pintada o alquitranada que agalerado o sea en forma de tienda se hace en el castillo para que la gente se resguarde de la lluvia, cuando no hay que maniobrar. También en las embarcaciones menores, que se hallan amarradas o fondeadas, se forman con encerados toldos semejantes, para abrigo de la gente y conservación de las mercancías que haya en ellas.
- Toldo de red: lo mismo que red de combate.[4]

## Edificaciones
Los toldos plegables se suelen utilizar para los patios, las terrazas jardines, ventanales, para cerramientos de galerías o quinchos se utilizan los transparentes y se realizan en una tela cristalina, los que se realizan en tela opaca son esencialmente para cubrirse del sol y/o la lluvia. Existen toldos que son para cubrirse del sol y otros para lluvia, además de una variedad de modelos de toldos plegables o enrollables. A cada modelo se le puede dar una funcionalidad diferente y también uno determinado puede servir para varias funciones, también para cubrir techos de vidrio, incluso para aumentar la eficiencia del aire acondicionado, al aislar los tejados del calor directo del sol. Todos los toldos se realizan a medida (no hay dimensiones definidas) y según el modelo de toldo de acuerdo al ancho existe una limitación en la saliente.

### Tipos
- Toldo de brazos invisibles: sistema de brazos articulados plegables con resortes y cadenas de acero en el interior de sus brazos que al extender o enrollar mantiene la lona tensada, se realiza con caño enrollador galvanizado estriado (preparado para adicionar motorización en el futuro) y frente de caño a la vista en aluminio pintado epoxi. La lona a utilizar en este modelo de toldo, puede ser vinílica, acrílica o tela microperforada. Con un juego de brazos se pueden elaborar cubiertas hasta un ancho de 6 m, con salida o pendiente máxima de hasta 4,1 m. Este sistema permite construirlos en un solo tramo de hasta 15 m de ancho. El accionamiento se puede ejecutar a manivela (manual) o en forma motorizada mediante un motor tubular que se inserta dentro del tubo de enrolle.

- Toldo de brazos laterales pivotantes: tiene estructura realizada íntegramente en aluminio pintado (lacado en horno) y tornillería interior de acero inoxidable, cuenta con caño enrollador, galvanizado estriado, (preparado para adicionar motorización en el futuro) y frente de caño a la vista en aluminio pintado epoxi. La lona a utilizar en este modelo puede ser vinílica, acrílica o tela microperforada, con ancho aconsejable máximo en un tramo de aproximadamente 5 m, y saliente de brazos desde 0,6 a 1,8 m y el accionamiento puede ser ejecutado con manivela (manual), o en forma motorizada mediante un motor tubular que se inserte dentro del tubo de enrolle.
- Toldo cofre: es un tipo de toldo retráctil que cuenta con un sistema de enrollado en una caja protectora. El cajón está diseñado con doble pared para proteger la lona del toldo, prolongando así su vida útil. Además, los brazos regulables permiten ajustar la inclinación del toldo para evitar la fricción y el desgaste del material. Los toldos cofre están fabricados con materiales resistentes a la intemperie, como el aluminio y el PVC, lo que los hace ideales para su uso en exteriores. Su diseño estético y moderno se adapta perfectamente a cualquier ambiente.[5]

- Toldo vertical enrollable: es un toldo que desenrolla, cae tipo telón y se sujeta en el piso mediante pitón y mosquetones, consta de caño enrollador galvanizado estriado y frente de caño a la vista en aluminio pintado epoxi. La lona a utilizar en este modelo de toldo puede ser vinílica, acrílica, tela microperforada o tela cristal transparente, con ancho máximo en un tramo de hasta 6 m y alto de 4,5 m. El accionamiento se ejecuta a manivela (manual), enrollable automático (mediante resorte interno dentro del tubo de enrolle) o en forma motorizada, con guías laterales opcionales).

- Toldo romano: es de tela plegable con varilla interna. Se trata de un toldo plano que cuenta con argollas en la parte superior que deslizan por guías laterales de cable de acero y se acciona por medio de roldanas y sogas. Este modelo de toldo solo sirve para sol, no es válido para ser utilizado para la lluvia. La lona para utilizar aconsejable es la acrílica o tela microperforada.

- Capotas: existe la versión fija y la versión abatible, se forman mediante una estructura de aluminio con varias articulaciones.

- Vela tensada: está a medio camino entre la arquitectura textil y el clásico toldo. Son sistemas de sombra fijos creados con un cableado interior, fijaciones y herrajes, a elementos existentes o creando nuevos para las asegurar las fijaciones. Son conocidas las versiones de tres y cuatro puntas, pero pueden combinarse para formar distintos diseños. De PVC o con tejido técnico, permiten sombrear grandes superficies combinando varias velas.
- Palilleria o toldo plano: Los toldos de palillería son una excelente opción para terrazas, patios y jardines. Un toldo de palillería es un tipo de toldo que se caracteriza por sus láminas horizontales, que se asemejan a una baranda. Estas láminas  se deslizan sobre dos guías metálicas. Proporcionan una buena protección contra el sol y la lluvia, y también pueden ayudar a crear un ambiente más íntimo. Los toldos de palillería están disponibles en una variedad de colores, lo que te permite adaptarlos a cualquier espacio y prácticamente a cualquier tamaño pueden ser manuales a base de un sistema de poleas y cordones o automáticos.[6]